# Droide astromecánico
Los droides astromecánicos son un tipo de droide que existen en el universo ficticio de Star Wars. Están construidos para realizar numerosas tareas de mantenimiento y reparación, aunque su función primaria es la astronavegación, por lo que reemplazan a los ordenadores de las naves. Pueden ser programados para realizar hasta diez saltos hiperespaciales seguidos.

## Usos
Las naves espaciales transportan habitualmente una gran cantidad de estos droides para poder reemplazarlos en caso de fallo o daño provocado en combate. Algunas naves de combate como el X-Wing disponen de un sistema de recarga para estos androides donde pueden ser conectados para recargarse.
Los androides asisten en actividades de monitorización, astronavegación, adquisición de objetivos, monitorización de información de vuelo y reparaciones de las naves durante el propio vuelo. Además estos androides realizan también algunas actividades de mantenimiento de las naves, como soldaduras. Disponen de proyectores, grabadoras holográficas incorporadas, cortadores por rayo láser y pinzas especiales.
Suelen desarrollar un alto grado de personalidad y lealtad, especialmente si no son sujetos a regulares limpiezas de memoria. Tienden a desarrollar una personalidad cooperativa, pero si son maltratados pueden ser dañinos para sus dueños.
La mayoría de ellos son únicamente capaces de comunicarse por medio de la escritura, por medio de otro sistema informático, o mediante una serie de sonidos como clicks y bips. La razón de estos sistemas básicos de comunicación es ahorrar espacio de memoria que puede ser usado para otras funciones más prioritarias, ya que la comunicación oral no es imprescindible en droides que realizan tareas de mantenimiento rutinarias. La mayoría de los personajes inteligentes parecen conocer los elementos básicos de este lenguaje, pero para aquellos que no los conocen, existen protocolos y dispositivos especiales de comunicación que se pueden utilizar para interpretarlo.
El ejemplo más conocido de droide astromecánico es R2-D2, pero existen otros como T3-M4, que aparece en la serie de videojuegos Star Wars: Caballeros de la Antigua República, cuya historia sucede cuatro milenios antes que la de las películas. La serie T3 muestra similitudes considerables con la serie R2, indicando que los droides astromecánicos no han sido objeto de grandes cambios a lo largo del tiempo. Esto, sin embargo implica una continuidad retroactiva y no un canon estricto, tal y como se específica en la Guía Esencial de Androides de Star Wars, que advierte que las series P2 (el primer astromecánico) fue introducido antes de que tuvieran lugar las Guerras Clon.
Durante el período que abarca a las seis películas de Star Wars, Industrial Automaton es con mucho el mayor fabricante de estos droides. Construyen las series P2, R1, R2, R3, R5, R6 y R7. La serie R7 está fabricada específicamente para su utilización en la nave de combate E-Wing, mientras que el resto están destinadas a un uso más general. Luke Skywalker fue dueño brevemente de un E-wing y de su unidad R7 asociada, la R7-T1. Nunca se sintió muy a gusto con ninguno de los dos por lo que acabaría abandonándolos.
En los episodios II y III, R4-P17 fue el droide asignado al jedi Obi-Wan Kenobi.

### Serie R1
Es el sucesor a de la serie P2, siendo el primer androide astromecánico fabricado por Industrial Automaton. Para ahorrar en gastos, los androides eran encapsulados en caparazones negros reciclados a partir de las series de reactores Mark II. Las unidades R1 servían típicamente como técnicos de a bordo de naves de guerra y grandes cargueros.

### Serie R2
Uno de los diseños más satisfactorios creados en la galaxia. Fue el primer astromecánico real creado por Industrial Automaton. Es más compacto que su predecesor, y puede equiparse con un amplio abanico de herramientas y accesorios.
La serie R2 fue manufacturada para adecuarse perfectamente dentro de los estándares de los generadores de corriente de las naves militares, incluyendo al Naboo N-1, y fue el primer androide puesto a la venta en el mercado general en adherirse a estas especificaciones. Cuando se enganchan a los generadores de corriente para astromecánicos, una unidad R2 puede monitorizar el vuelo, aislar y reparar problemas técnicos, y volver a encaminar la potencia a través de los sistemas de navegación de a bordo.

### Serie R3
Continuando a la serie R2, Industrial Automaton produjo la serie R3. Estas unidades incluían un procesador interno más avanzado que el de la serie R2. Fueron programadas con estadísticas detalladas de cada nave militar de la Antigua República y servían primordialmente a la tripulación de infantería, a las tropas de seguridad y a los oficiales de a bordo de las naves de guerra. Aunque sobresalían en estos roles, la serie R3 se consideró inferior a su predecesora.

### Serie R4
En un intento satisfactorio de vender droides astromecánicos a los habitantes del Outer Rim, Industrial Automaton fabricó la unidad R4. El coste de producción no fue muy alto, aunque esto no afectó a su durabilidad. Se les dotó de un conocimiento detallado de muchas embarcaciones generales, incluyendo landspeeders y airspeeders, y de la habilidad de reparar dichos vehículos.

### Serie R5
Esta serie representó el primer fallo en la estrategia de mercado de los astromecánicos de la empresa Industrial Automaton. Aunque resultaron ser los droides más asequibles, la serie R5 carece de la versatilidad de la R2 y de la fiabilidad de la R4. Incluso era propensa a una variedad de disfunciones y tenía una tendencia a desarrollar una extraña y molesta personalidad. Debido a estas limitaciones, la serie R5 se retiró rápidamente del mercado y no se continuó, aunque una gran cantidad de unidades de esta serie fue reconstruida, principalmente por la Alianza Rebelde.

### Serie R6
La serie R6 estaba basada en la R2, con numerosas mejoras, incluyendo un sistema avanzado de computación para la navegación. Los avances en la tecnología, junto con la fama de otras series R, hicieron de esta serie una de las más populares entre los consumidores.

### Serie R7
Las unidades R7 fueron desarrolladas durante la Crisis del Gran Almirante Thrawn, para actuar como homólogos dedicados del nuevo E-wing de la compañía FreiTek. Aunque el R7 es considerado como el droide astromecánico más avanzado de la galaxia, disponiendo de protección contra explosiones de iones de bajo nivel, el droide es incompatible con cualquier cosa excepto el Ala-E.
La unidad R7 conocida como Fiver fue fabricada para resultar compatible con el X-wing de Anakin Solo, para lo cual se requirieron grandes modificaciones tanto en el androide como en la nave.

### Serie R9
Vistas en uso cinco años después de la guerra contra los Yuuzhan Vong, esta serie se ha visto comúnmente trabajando con el StealthX de la Alianza Galáctica.